# Limenitis latefasciata
Limenitis latefasciata är en fjärilsart som beskrevs av Ménétriés 1859. Limenitis latefasciata ingår i släktet Limenitis och familjen praktfjärilar. Inga underarter finns listade i Catalogue of Life.